# Anatòlic (cavall)
|  | Per a altres significats, vegeu «Anatòlic». |

L'anatòlic, o Anadolu (en turc Anadoly Yerci) és una raça de poni natiu de Turquia. L'origen es desconegut, però data al voltant de 1 000 anys. Aquests ponis provenen dels freqüents intercanvis entre Europa i Àsia i tenen moltes influències, especialment les del cavall mongol, el Akhal-Teke i el cavall àrab. Són espècies valorades per la seva resistència, vigor i audàcia. Les diferències de conformació poden ser importants, en particular pel que fa a la mida, segons la regió de cria i els encreuaments de les quals han estat objecte. L'anatòlic és el cavall més comú a Turquia. Ha estat utilitzat per usos de munta, força motriu de transport, o com animal de càrrega. La seva influènica s'ha deixat sentir en molts altres cavalls del país, incloent el Karacabey i Uzunyayla.

## Etimologia i terminologia
Segons FAO i CAB International, " Anatòlia " és el nom internacional de la raça, que dona "Anatòlic". Un estudi de la Universitat d'Oklahoma utilitza el nom de "Anadolu". El nom en turc, Anadoly Yerci, es pot traduir com a "turc d'Àsia". També es dona el nom Anadolu Yerli, o en resum Yerli. Alguns especialistes anomenen aquest petit animal el "poni turc natiu", el "anatòlic nadiu", o "el turc".
Dos professors, Salahattin Batu i Nurettin Aral, van distingir entre els cavalls d'Anatòlia, de l'est i el sud-est de Turquia, que no tenen el mateix pelatge ni la mateix morfologia. La varietat braquicèfala de pelatge negre s'anomena localment Anadolu Yerli Kara, o "anatòlic negre. Els ponis de l'Orient i del Sud s'anomenen "vermells" .

## Història

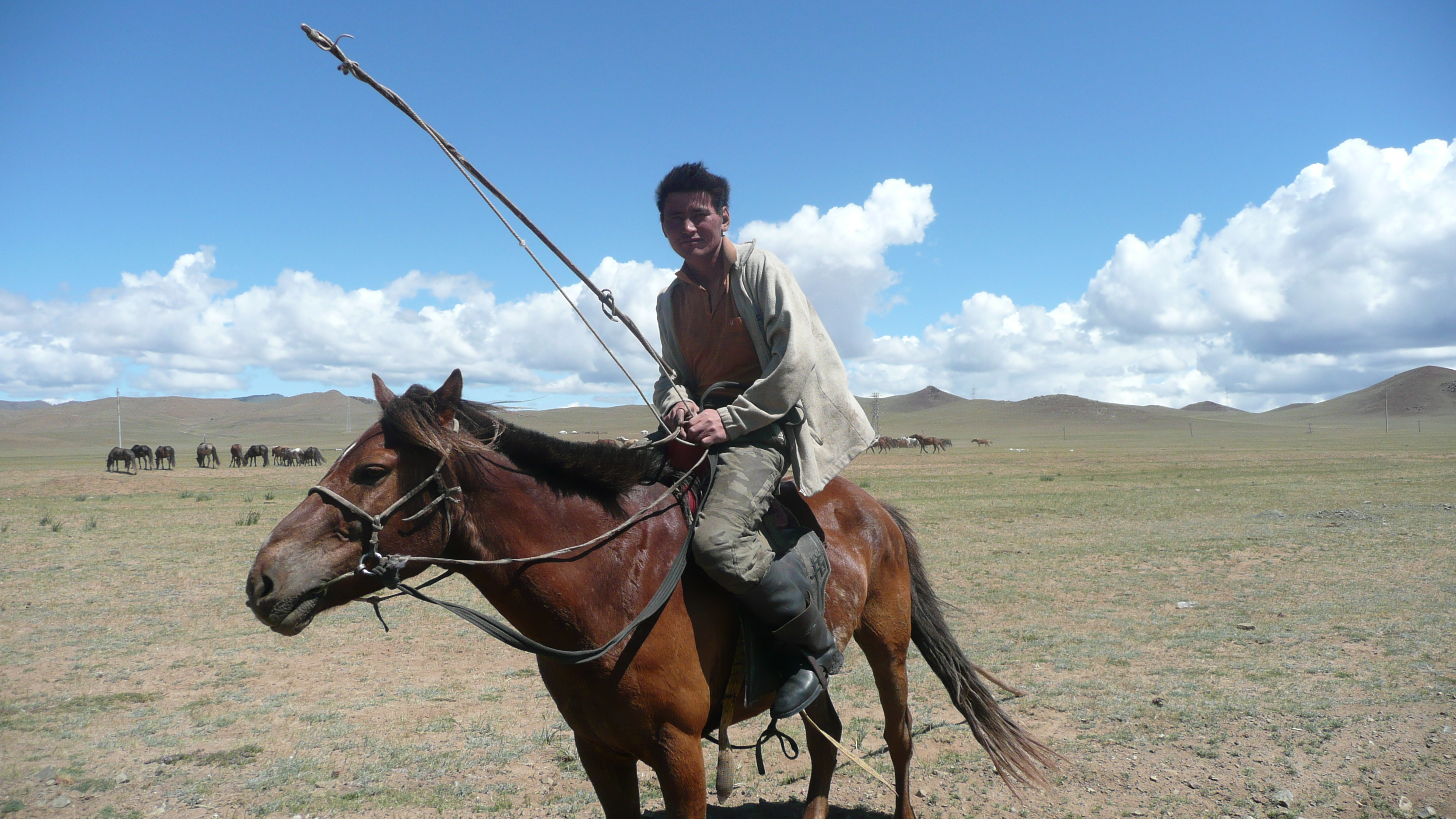
El cavall mongol va influir probablement en la raça.

Conegut des de fa aproximadament 1000 anys, el poni anatòlic és el descendent de molts cavalls de Turquia, anomenats "cavalls anatòlics". És el resultat de creuaments freqüents amb cavalls anb intercanvis entre Àsia i Europa durant diferents èpoques. Un gran nombre de cavalls mongols van influir probablement en petits animals anatòlics. La raça descendeix de la resta d'aquests creuaments entre races com ara turcomanes, àrabs, cavalls perses, Karabakh, Akhal - Teke, Kabardin, Deliboz i les antigues races de cavalls d'Anatòlia, mostrant la influència dels cavalls orientals en el seu model.
A principis del segle xiv, els «cavalls d'Anatòlia» figuren entre els regals entregats al sultà mameluc pels Ilkhans. El 1974, es calcula que aquests ponis eren aproximadament un milió a tota Turquia.

## Descripció

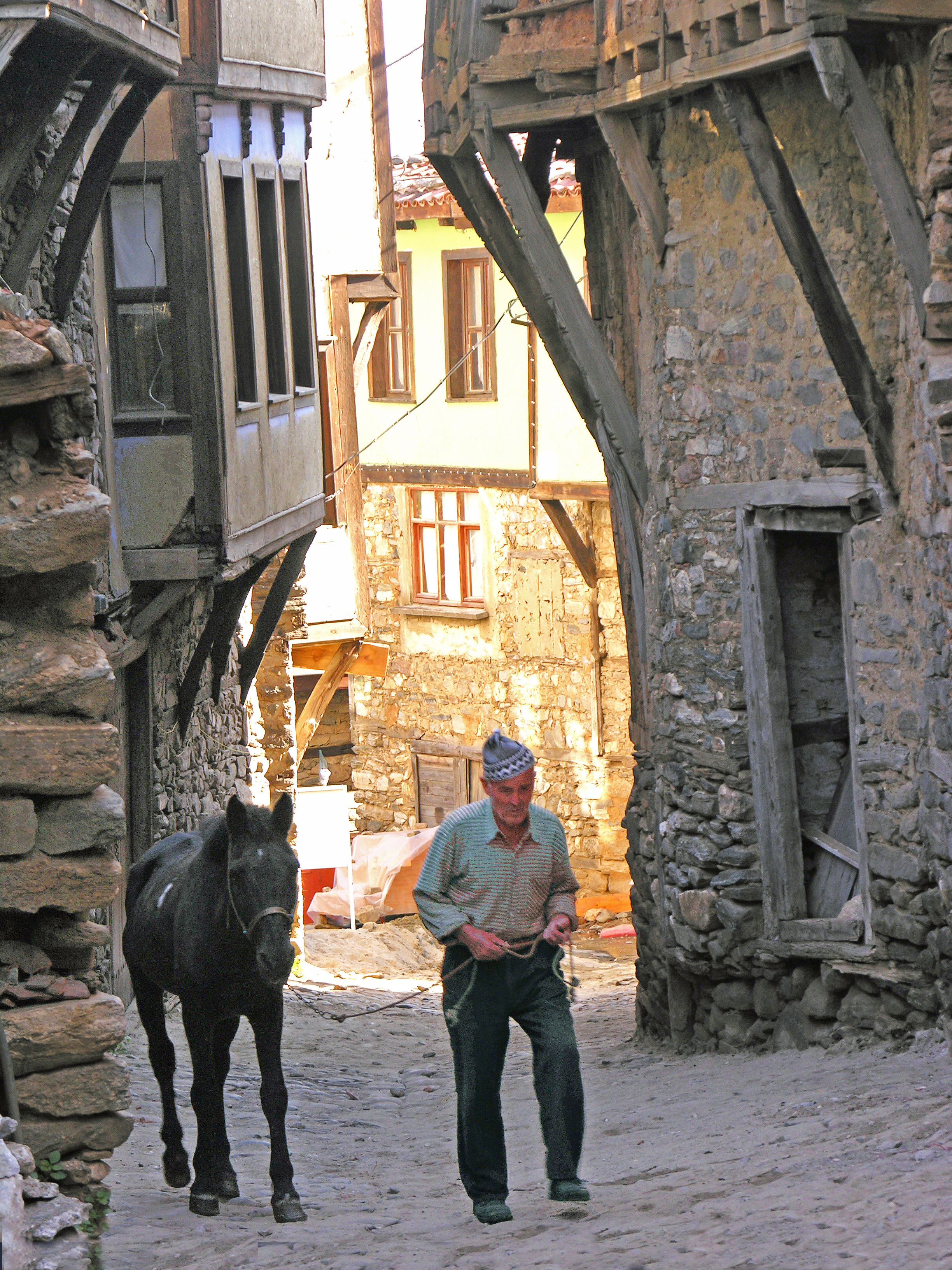
Ancià amb un poni anatòlic als carrers de Cumalıkızık.

La FAO el classifica entre els ponis. L'aspecte pot variar segons l'orientació dels criadors locals, però encara mostra la influència dels cavalls orientals d'una manera força evident. Segons l'estudi de la Universitat d'Oklahoma, la mida generalment és petita, des d' 1,20 fins a 1,30 m. En principi, no supera els 1,35 m. Tot i això, les mesures mostren divergències importants segons la zona de cria. Segons els sondejos realitzats sobre el terreny el 1940, els animals arriben a 1,34 m a 1,40 m, disminuint la mida a mesura que augmentar l'altitud. Les enquestes realitzades per la FAO el 1995 a animals femelles donen una mitjana d' 1,35 m i un pes de 400 kg.
El cap petit mostra un cert refinament, de perfil còncav. També pot tenir un perfil convex amb característiques primitives, però la boca sempre és petita,i les fosses nasals són obertes i mòbils. El cap també està proveït d'un fixació bastant feble en comparació amb la resta del cos. La creu sobresurt poc, el pit és estret i el gropa inclinada. Les marques primitives del cavall són habituals al pelatge, incloent-hi la mulleta i les ratlles a les extremitats.

### Temperament, manteniment i selecció
Els seus defectes conformacionals no impedeixen que l'anatòlic posseeixi una gran força, una bona velocitat d'execució i una resistència a tota prova, acostumat a viure en males condicions. És ben conegut per la seva resistència a climes rigorosos, amb fam i set, encara que estigui mal ensinistrat. Els turcs tenen un hàbit de mantenir tots els cavalls d'un mateix poble en el mateix lloc durant l'hivern, sense exercir cap control sobre el seu bestiar, i sense cap estratègia de selecció.

### Varietats
Una varietat específica de la raça es diu "Araba", s'utilitza per a la pràctica del carruatge àrab. Tanmateix, aquesta varietat només s'esmenta al diccionari internacional CABI. Les races Canik i Hinis també es troben a vegades com a varietats de l'anatòlic, tot i que altres fonts les converteixen en races diferents per la seva àrea de reproducció ,. L'Anatòlia Oriental és una varietat específica rara i ben identificada, també anomenada poni kurd o "Kurdi". La seva àrea de reproducció està limitada a les muntanyes de l'est de Turquia. Mesura 1,32 a 1,42 m i pot haver-se creuat amb altres cavalls turcs, perses i àrabs. Coneguda per la seva vivacitat, elegància i bona estructura òssia, és mostra robust i resistent.

### Genètica
Els estudis genètics sobre els diferents tipus de cavalls anatòlics han revelat una bona diversitat i no han permès resoldre la qüestió de l'origen de la raça per la presència d'haplogrups propis d'Àsia i Europa, degut a les moltes influències, a causa del comerç amb cavalls entre ambdós continents. La forta heterozigositat, la diversitat dels al·lels i la manca de resolució adequada entre races i les mostres reflecteixen l'elevada motilitat d'aquests cavalls, a causa dels hàbits de comerç i cria. Hi ha alguna diferenciació entre les races natives turques.

## Usos

### Tracció, sella i transport

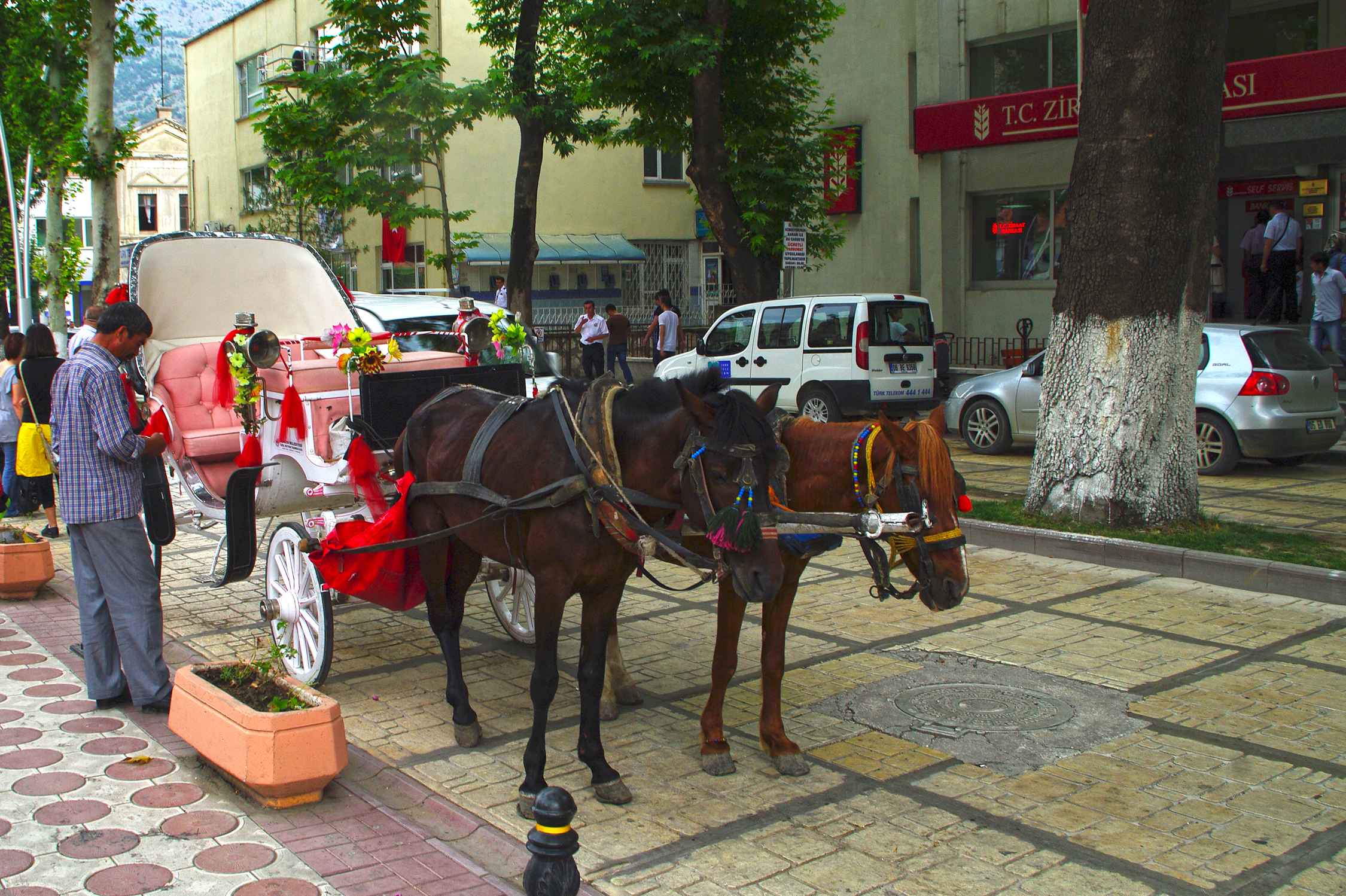
Els ponis anatòlics enganxats a un faetó a Amasya.

El poni anatòlic s'utilitza per funcions hípiques, com a cavall de tir o per a la tracció. Per la seva duresa, és popular per la tracció àrab, una paraula turca que designa el "carro de cavalls amb rodes". El poni especialitzat per l'araba és molt fort malgrat la seva petita mida, i pot arribar a pesar fins a una tona. De forma mes anecdòtica, els circassians van ser reclutats per la cavalleria grega el 1921 per protegir Àsia Menor durant la Guerra Greco-Turca (1919-1922) i es van allistar amb els seus ponis anatòlics locals.

### Creuaments
L'anatòlic ha estat a l'origen de moltes altres races de cavalls de Turquia. Així, el cavall àrab-turc prové originàriament de creuaments realitzats sobre el bestiar de ponis autòctons. En creuar-se amb els cavalls de tracia, l'anatòlic va donar el Trakya. Anatoli de l'Est (Kurd) va participar en la formació del Malakan, l'únic cavall de tir de Turquia. En creuar-se amb cavalls de raça àrab, l'anatòlic Oriental ofereix bons Cavalls de cirit. La raça Çukurova es va desenvolupar per encreuament entre l'anatòlic, l'àrab turc i l'Uzunyayla. L'anatòlic també és en part la font del Karacabey, i va donar al Midilli, un poni seleccionat per encreuaments entre anatòlics de talla menuda. El Kurutlu Kaytali de Kirsehir va ser seleccionat entre els ponis anatòlics. El rahvan, prové probablement d'encreuaments entre l'anatòlic i el Canik. El Uzunyayla es va creuar deliberadament amb els anatòlics als anys trenta.

## Distribució
Segons la FAO, l'anatòlic és una raça de cavalls local procedent d'Àsia. Indígena de Turquia, és comú a tot aquest país. Es registren uns 930 000 caps (2007). La FAO desconeix el nivell d'amenaça per a la raça, però el 2012, una anàlisi realitzada sobre animals domèstics a Turquia revela que és, amb molt, la més freqüent entre les races de cavalls al país, ja que és present a totes les regions d'Anatòlia. Hi ha una samarreta amb la imatge d'aquest cavall.